# Morpho pyrrhus
Morpho pyrrhus är en fjärilsart som beskrevs av Otto Staudinger. Morpho pyrrhus ingår i släktet Morpho och familjen praktfjärilar. Inga underarter finns listade i Catalogue of Life.